# Ivan Beshoff

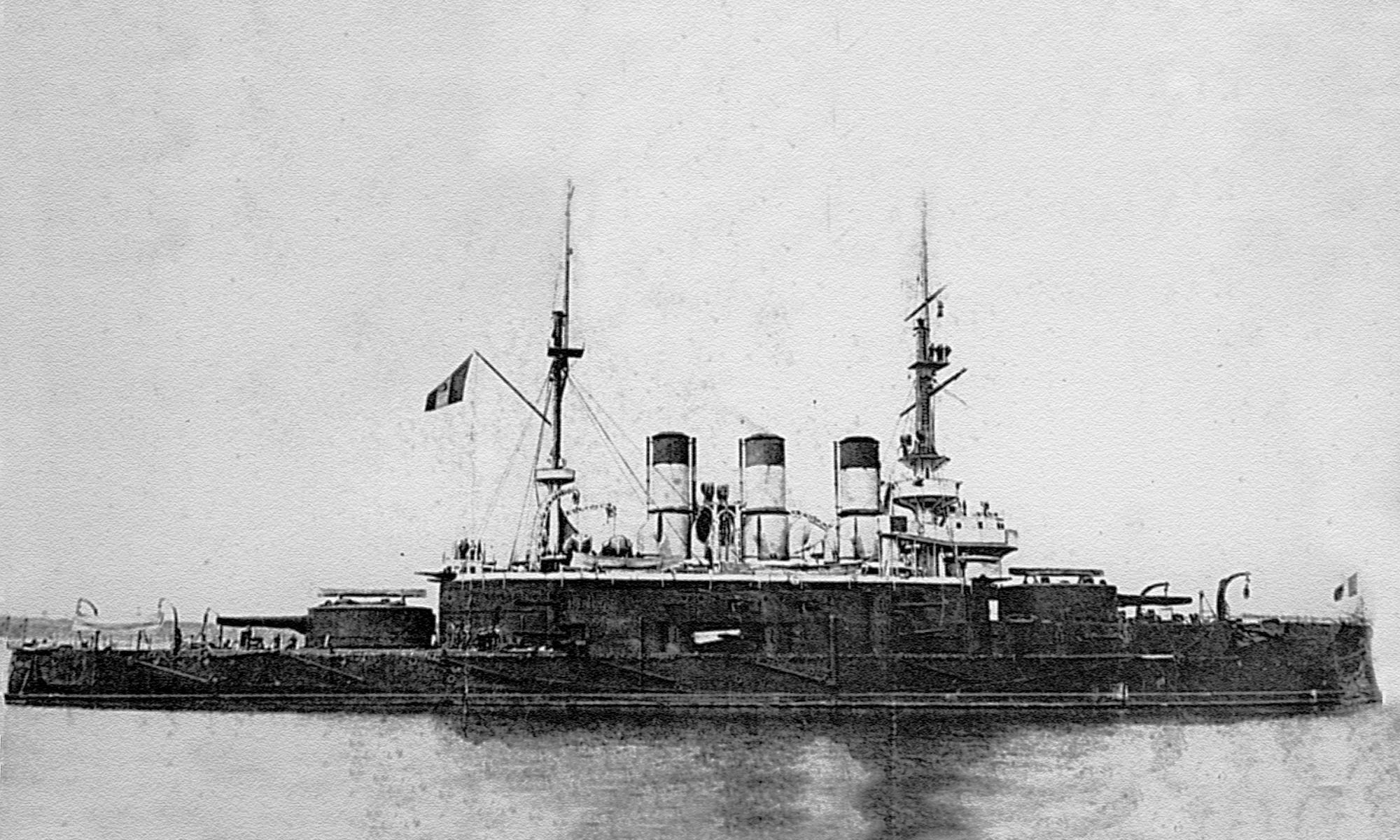
El Potemkin en 1905.

Ivan Beshov (en ruso: Иван Бешов, romanizado: Ivan Beshov; 1882/84-Dublín, 25 de octubre de 1987) fue un hombre ruso participante en el motín de 1905 en el acorazado Potemkin. Después del motín huyó a Gran Bretaña donde conoció a Vladimir Lenin y al republicano irlandés James Larkin. Interesado en Irlanda, se mudó a Dublín en 1913 y más tarde encontró trabajo como agente para la empresa rusa Russian Oil Products. Sobrevivió al arresto bajo sospecha de espionaje hasta que la empresa colapsó en 1940. Tiempo después fundó una tienda de pescado y patatas fritas, que sobrevive en manos de sus descendientes.

## Biografía

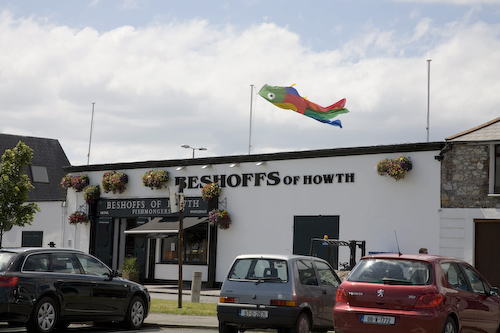
Beshoff's en Howth.

Beshov nació en Dacha Rurey cerca de Odesa, Ucrania, entonces parte del Imperio ruso. Su certificado de nacimiento indica que su año de nacimiento es 1884, pero afirmó que fue 1882. Era hijo de un magistrado y estudió brevemente química antes de huir para unirse a la Armada rusa. Beshoff fue destinado a la sala de máquinas del acorazado Potemkin. Durante la Revolución rusa de 1905 (y la Guerra ruso-japonesa), el 27 de junio, la tripulación del Potemkin se amotinó por los malos tratos de sus oficiales. Después de matar al capitán y a algunos de los oficiales, el barco navegó durante 11 días antes de encontrar refugio en Constanța, Rumania.
Beshov viajó vía Turquía hasta Gran Bretaña. En Londres en 1911 conoció a Vladimir Lenin, quien le presentó al republicano y socialista irlandés James Larkin. A partir de entonces, Beshoff desarrolló un interés en Irlanda. Al pasar por Dublín de camino a Canadá en 1913, perdió su conexión y decidió permanecer en la ciudad, encontrando trabajo como agente irlandés para Russian Oil Products (ROP), una empresa dirigida por el gobierno soviético. Fue arrestado dos veces por las autoridades irlandesas, una vez en 1922 bajo sospecha de espionaje y otra en 1932 por cargos desconocidos.
ROP dejó de comercializar en 1940 y poco después de esto (durante o después de la Segunda Guerra Mundial) Beshoff abrió una tienda de pescado y patatas fritas en North Strand Road en Dublín. Más tarde trasladó el negocio a Usher's Quay y luego a Sundrive Road. Beshoff se casó con una mujer irlandesa, Nora Dunne, y tuvieron cinco hijos y una hija. Nora murió en 1975. La tienda de pescado y patatas fritas sigue siendo propiedad familiar, y Beshoff fue testigo de su traslado a un nuevo local en Westmoreland Street en 1986, con la apertura presidida por el ex-Taoiseach Charles Haughey. La tienda ahora se conoce como Beshoffs Restaurant y está dirigida por la tercera generación de la familia.
Beshoff era conocido por sus amigos en Irlanda como John. Siguió siendo seguidor de la Iglesia ortodoxa rusa y visitó la URSS tres veces en 1927, 1937 y 1962. Murió en Irlanda el 25 de octubre de 1987. Fue el último participante superviviente del motín de Potemkin.